# Benoît Garnot
Pour les articles homonymes, voir Garnot (homonymie).
 (juillet 2009).
Si vous disposez d'ouvrages ou d'articles de référence ou si vous connaissez des sites web de qualité traitant du thème abordé ici, merci de compléter l'article en donnant les références utiles à sa vérifiabilité et en les liant à la section « Notes et références ».
Benoît Garnot est un historien français né le 11 novembre 1951 à Fontenay-le-Comte (Vendée). Il est notamment l'auteur de l'ouvrage Histoire de la justice (Gallimard, 2009), qui s'étend du XVIe au XXIe siècle.

## Biographie
Agrégé d'histoire, docteur en histoire et docteur ès lettres, il a été professeur d'histoire moderne à l'université de Bourgogne de 1988 à 2016. 
Auteur de nombreux ouvrages, il a apporté une dimension renouvelée à l’histoire de la justice et de la criminalité pendant l’Ancien Régime, d’abord en modifiant le regard sur la portée des documents judiciaires (révélateurs, d’après lui, non de la criminalité, mais de la seule activité des tribunaux), puis en proposant une interprétation qui substitue à la perspective traditionnelle (une coercition organisée par l’État au bénéfice des catégories sociales dominantes) une approche fondée sur l’idée d’un compromis permanent entre l’institution judiciaire et les justiciables, ce qu'on peut appeler une « justice négociée ». 

## Principales publications

### Ouvrages
- La Population française aux XVIe, XVIIe et XVIIIe siècles, Paris, Ophrys [collection « Synthèse-Histoire »], 1988, 126 p. ; troisième édition 1995.
- Les Villes en France aux XVIe, XVIIe et XVIIIe siècles, Paris, Ophrys [collection « Synthèse-Histoire »], 1989, 136 p. ; deuxième édition 1994.
- Paroisses et communes de France. Dictionnaire d’histoire administrative et démographique. Eure-et-Loir, Paris, Éditions du CNRS, 1990, 586 p. (en collaboration avec Jean-Claude Farcy).
- Le Peuple au siècle des Lumières. Échec d’un dressage culturel, Paris, Imago, 1990, 244 p.
- Un Déclin : Chartres au XVIIIe siècle, Paris, Éditions du CTHS, 1991, 294 p.
- Société, cultures et genres de vie dans la France moderne (XVIe – XVIIIe siècle), Paris, Hachette [collection « Carré-Histoire »], 1991, 192 p. ; neuvième édition 2008. Édition coréenne, 1996, Séoul, Dongmoonsun Publishi.
- La France et les Français au XVIIIe siècle. Société et pouvoirs, Paris, Ophrys [collection « Documents-Histoire »], 1992, 144 p. (en collaboration avec D. Poton).
- Un Crime conjugal au XVIIIe siècle. L’affaire Boiveau, Paris, Imago, 1993, 204 p.
- Vivre en prison au XVIIIe siècle. Lettres de Pantaléon Gougis, vigneron chartrain (1758-1762), Paris, Publisud [collection « La France au fil des siècles »], 1994, 234 p.
- La Culture matérielle en France aux XVIe, XVIIe et XVIIIe siècles, Paris, Ophrys [collection « Synthèse-Histoire »], 1995, 184 p.
- Le Diable au couvent. Les possédées d'Auxonne (1558-1663), Paris, Imago, 1995, 180 p.
- Vivre en Bourgogne au XVIIIe siècle, Dijon, Éditions universitaires de Dijon (EUD), coll. « Publications de l'université de Bourgogne » (no 83), 1996, 352 p. (ISBN 978-2905965127)
- Les Campagnes en France aux XVIe, XVIIe et XVIIIe siècles, Paris, Ophrys [collection « Synthèse-Histoire »], 1998, 178 p.
- Justice et société en France aux XVIe, XVIIe et XVIIIe siècles, Paris, Ophrys [collection « Synthèse-Histoire »], 2000, 250 p.
- Crime et justice aux XVIIe et XVIIIe siècles, Paris, Imago, 2000, 208 p.
- Intime Conviction et erreur judiciaire ? Un magistrat assassin au XVIIe siècle, Dijon, Éditions universitaires de Dijon (EUD), coll. « Sociétés », 2004, 176 p. (ISBN 2-905965-93-2, ISSN 1628-5409)[prix Perriaux 2004]
- Questions de justice. 1667-1789, Paris, Belin [collection « Histoire et Société »], 2006, 160 p.
- « On n’est point pendu pour être amoureux… ». La liberté amoureuse au XVIIIe siècle, Paris, Belin [collection « Histoire et Société »], 2008, 190 p.
- C’est la faute à Voltaire… Une imposture intellectuelle ?, Paris, Belin [collection « Histoire et Société »], 2009, 160 p.
- Histoire de la justice. France, XVIe – XXIe siècle, Paris, Gallimard [collection « Folio-Histoire »], 2009, 800 p.
- Histoire de la Bourgogne, Paris, Gisserot [collection « Bourgogne »], 2011, 128 p. (en collaboration avec A. Rauwel).
- Être brigand, du Moyen Âge à nos jours, Paris, Armand Colin [collection « Vies d'autrefois »], 2013, 224 p.
- Voltaire et l'affaire Calas. Les faits, les interprétations, les enjeux, Paris, Hatier [collection « Regards d'historien »], 2013, 128 p.
- Histoire des juges en France de l'Ancien Régime à nos jours, Paris, Nouveau Monde éditions, 2014, 396 p.
- Une histoire du crime passionnel. Mythe et archives, Paris, Belin, 2014 [collection « Histoire »], 270 p.
- Histoire des bigames. Criminels ou naïfs ?, Paris, Nouveau Monde éditions, 2015, 240 p.
- Crimes et horreurs de l'histoire de France, Paris, Gisserot, 2015, 240 p.
- Voltaire et Charlie, Dijon, Éditions universitaires de Dijon (EUD), coll. « Essais », 2015, 68 p. (ISBN 978-2-36441-149-4, ISSN 2491-0570)
- La peine de mort en France du Moyen Âge à nos jours, Paris, Belin [collection « Textes choisis »], 2017, 270 p.
- Une affaire de possession au XVIIe siècle. Les religieuses d'Auxonne, Paris, Imago, 2018, 208 p
- L'histoire selon San-Antonio, Dijon, Éditions universitaires de Dijon (EUD), coll. « Essais », 2018, 120 p. (ISBN 978-2-36441-268-2, ISSN 2491-0570)
- L'histoire selon Arsène Lupin, Dijon, Éditions universitaires de Dijon (EUD), coll. « Essais », 2023, 120 p. (ISBN 978-2-36441-470-9, ISSN 2491-0570)

### Directions d’ouvrages
- Histoire et criminalité de l'Antiquité au XXe siècle. Nouvelles approches, Dijon, Éditions universitaires de Dijon (EUD), 1992, 542 p.
- Ordre moral et délinquance de l'Antiquité au XXe siècle, Dijon, Éditions universitaires de Dijon (EUD), coll. « Publications de l'université de Bourgogne », 1994, 518 p. (ISBN 2-905965-04-5, ISSN 0223-3762).
- Le Clergé délinquant (XIIIe – XVIIIe siècle), Dijon, Éditions universitaires de Dijon (EUD), 1995, 192 p.
- L’Infrajudiciaire du Moyen Âge à l’époque contemporaine, Dijon, Éditions universitaires de Dijon (EUD), 1996, 472 p.
- Juges, notaires et policiers délinquants. XIVe – XXe siècle, Dijon, Éditions universitaires de Dijon (EUD), 1997, 208 p.
- La petite délinquance du Moyen Âge à l'époque contemporaine : actes du colloque de Dijon, 9 et 10 octobre 1997, Dijon, Éditions universitaires de Dijon (EUD), coll. « Publications de l'Université de Bourgogne. Série du Centre d'études historiques » (no 8), 1998, 507 p. (ISBN 2-905965-25-8, présentation en ligne)
- De la Déviance à la délinquance. XVe – XXe siècle, Dijon, Éditions universitaires de Dijon (EUD), 1999, 154 p.
- Les Victimes, des oubliées de l’histoire ?, Rennes, PUR, 2000, 534 p.
- Les Témoins devant la justice. Une histoire des statuts et des comportements, Rennes, PUR, 2003, 446 p.
- L’Erreur judiciaire. De Jeanne d’Arc à Roland Agret, Paris, Imago, 2004, 250 p.
- Justice et argent. Les crimes et les peines pécuniaires du XIIIe au XXIe siècle, Dijon, Éditions universitaires de Dijon (EUD), 2005, 336 p.
- Les Juristes et l’argent. Le coût de la justice et l’argent des juges du XIVe au XIXe siècle, Dijon, Éditions universitaires de Dijon (EUD), 2005, 252 p.
- La justice et l'histoire : sources judiciaires à l’époque moderne (XVIe, XVIIe et XVIIIe siècles), Paris, Bréal, coll. « Sources d'histoire : premier et deuxième cycles universitaires », 2006, 288 p.
- Normes juridiques et pratiques judiciaires du Moyen Âge à l’époque contemporaine, Dijon, Éditions universitaires de Dijon (EUD), 2007, 454 p.
- Autour de la sentence judiciaire du Moyen Âge à l’époque contemporaine, Dijon, Éditions universitaires de Dijon (EUD), 2012, 376 p.
- La torture, de quels droits. Une pratique de pouvoir (XVIe-xxie siècle), Paris, Imago, 2014, 212 p.
- La justice entre droit et conscience du xiiie au xviiie siècle, Dijon, Éditions universitaires de Dijon (EUD), 2014, 218 p.

## Distinctions
° Prix Perriaux 2004